# Yeot
Yeot é um tipo de hangwa, ou confeitaria tradicional coreana. Pode ser feito em forma sólida ou líquida, como xarope, caramelo ou bala. Yeot é feito de arroz cozido ao vapor, arroz glutinoso, sorgo glutinoso, milho, batata-doce ou grãos variados. Os ingredientes cozidos são levemente fermentados e fervidos em uma grande panela, chamada sot (솥), por um longo tempo.
Yeot fervido por menos tempo é chamado de jocheong (조청), ou yeot líquido. Esse jocheong viscoso é geralmente utilizado como condimento culinário e como cobertura para outros hangwa, ou como molho para mergulhar garae tteok, ou tteok (bolo de arroz) branco e cilíndrico.
Se fervido por um período maior de tempo, o yeot vai solidificar quando frio, recebendo então o nome gaeng yeot (갱엿). Gaeng yeot é originalmente de cor amarronzada, mas quando esticado (como balas de caramelo), a cor se torna mais clara. Feijões fritos, nozes, gergelim, sementes de girassol ou abóbora podem ser adicionados no interior ou sobre o yeot à medida que ele vai esfriando. As variações de yeot são nomeadas de acordo com os ingredientes utilizados na preparação.

## Tipos deyeot
- Ssallyeot (쌀엿) - xarope feito de arroz; o feito de milho é chamado mulyeot. [4]
- Hobakyeot (호박엿) - feito com abóbora, especialidade local de Ulleungdo
- Hwanggollyeot (황골엿) - feito a partir de uma mistura de arroz, milho e malte.[5]
- Kkaeyeot (깨엿) - coberto com kkae (깨, gergelim)[6]
- Dangnyeot (닭엿) - especialidade da Ilha Jeju, feito com milhete glutinoso e frango[7]
- Kkwongnyeot (꿩엿) - feito com milhete glutinoso e carne de faisão[8]
- Dwaejigogiyeot (돼지고기엿) - feito com milhete glutinoso e carne de porco[9][10]
- Haneuraegiyeot (하늘애기엿) - feito com milhete glutinoso e haneulaegi.[11]
- Boriyeot (보리엿) - feito com cevada.
- Maneullyeot (마늘엿) - feito com milhete glutinoso e alho[12]
- Gochgamyeot (곶감엿) - especialidade de Sangju, feito com frutos de caqui secos.

## A palavrayeotcomo gíria
Nos anos finais do período Joseon, o termo yeot era usado como sinônimo para o órgão sexual feminino. De maneira similar ao tobiko, na língua japonesa, a expressão surgiu entre os namsadang, grupos de jovens rapazes que viajavam ao redor da Coreia para fazerem performances e se prostituírem. Por muitos serem homossexuais, a frase "coma yeot" nasceu como um insulto que era trocado dentro do meio dos namsadang. 
Na Coreia moderna, a frase "coma yeot" tomou um sentido diferente, mas ainda vulgar, agora comparável ao "vá se foder" do português. A frase surgiu no meio do escândalo do exame nacional de vestibular de ensino médio de 1964. Uma das questões da prova era: "Qual desses ingredientes pode ser usados no lugar de óleo de yeot (malte de cevada) na confecção de yeot?". A resposta correta era diastase, mas outra opção de resposta era "sumo de mu" (rabanete coreano), que muitas pessoas consideraram como também correta. Os pais dos estudantes cujas notas diminuíram por conta dessa questão fizeram protestos na frente de escritórios do departamento de educação do governo coreano, levando yeot feito com base em sumo de mu e gritando aos oficiais  que esses "comessem yeot".

## Galeria

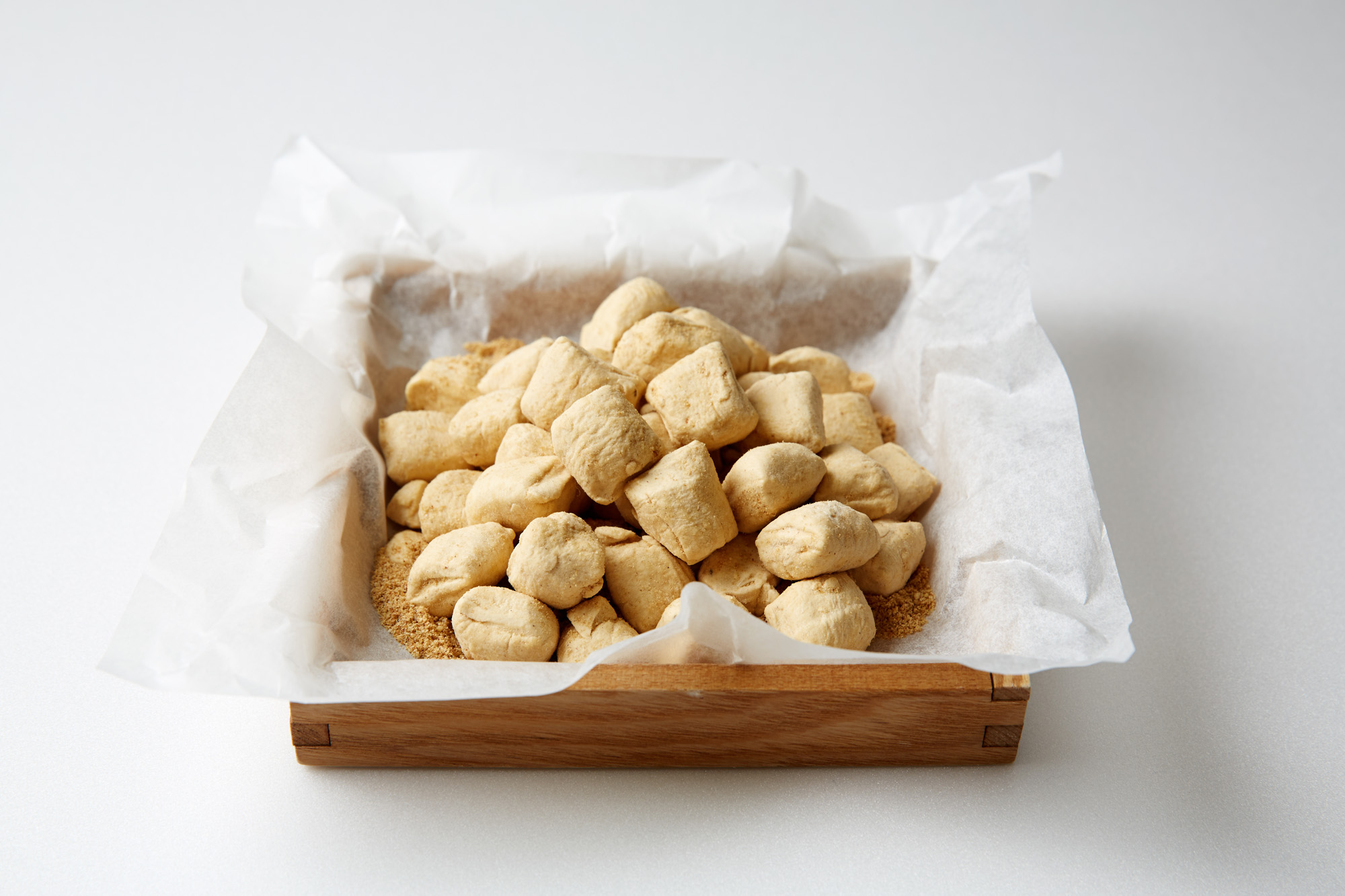
Yeot revestido com gomul
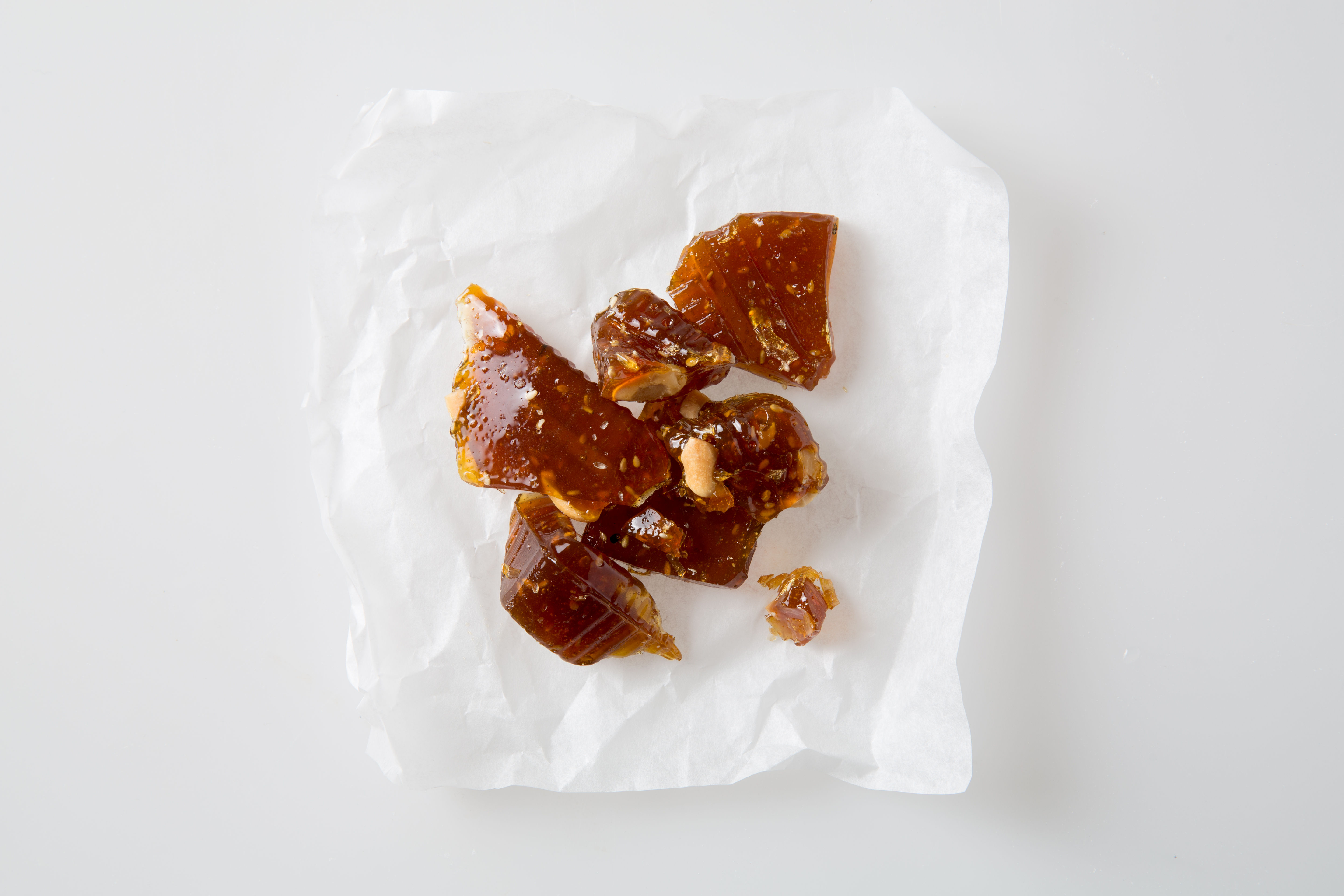
Bala de yeot
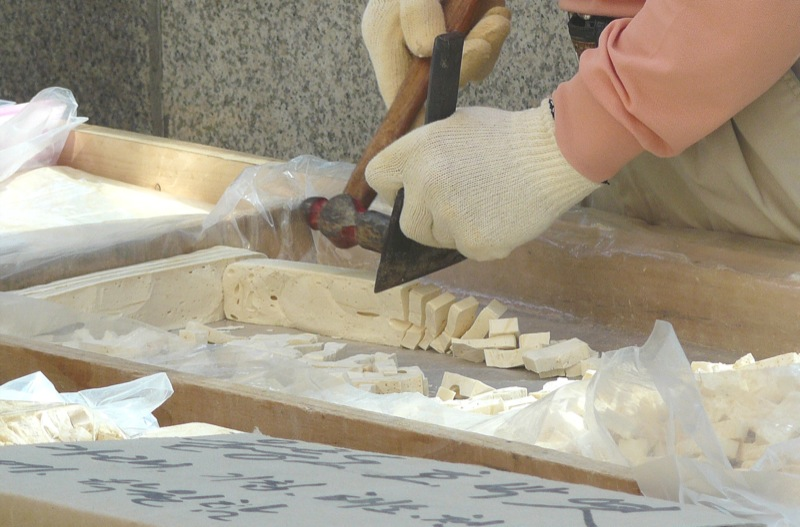
Fazendo hobakyeot, doce de abóbora
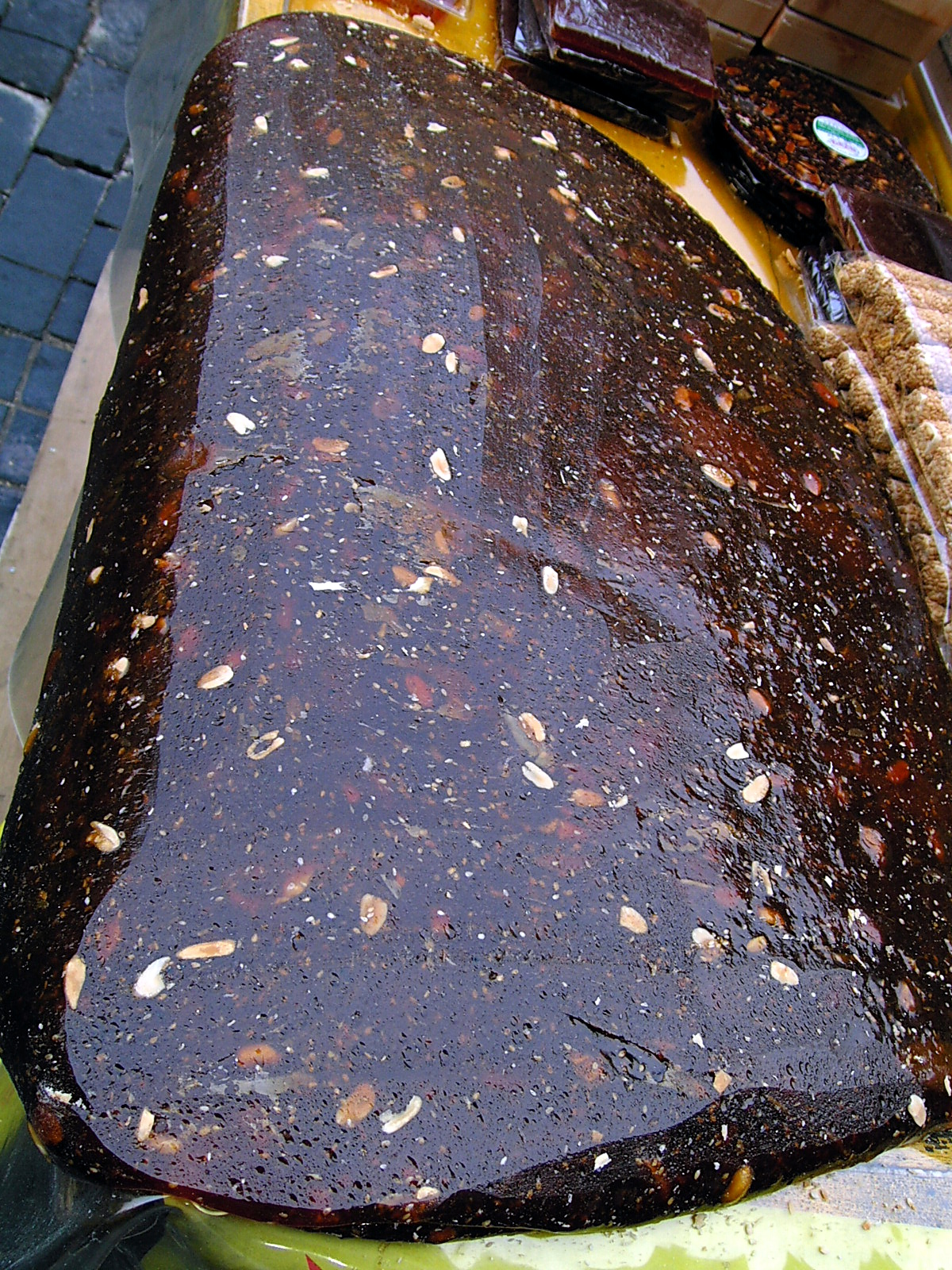
Saenggang yeot, um doce de gengibre
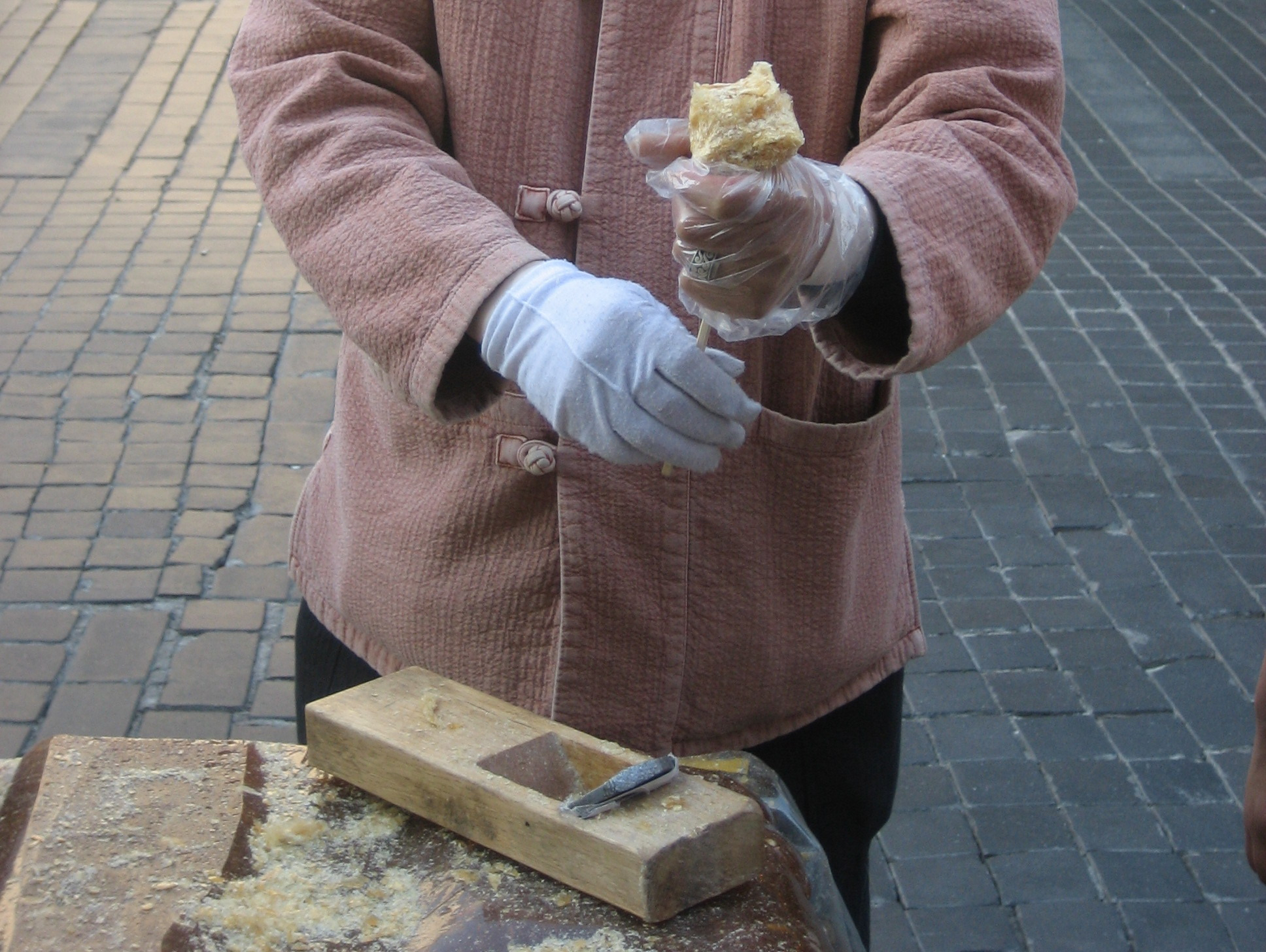
Moldando yeot
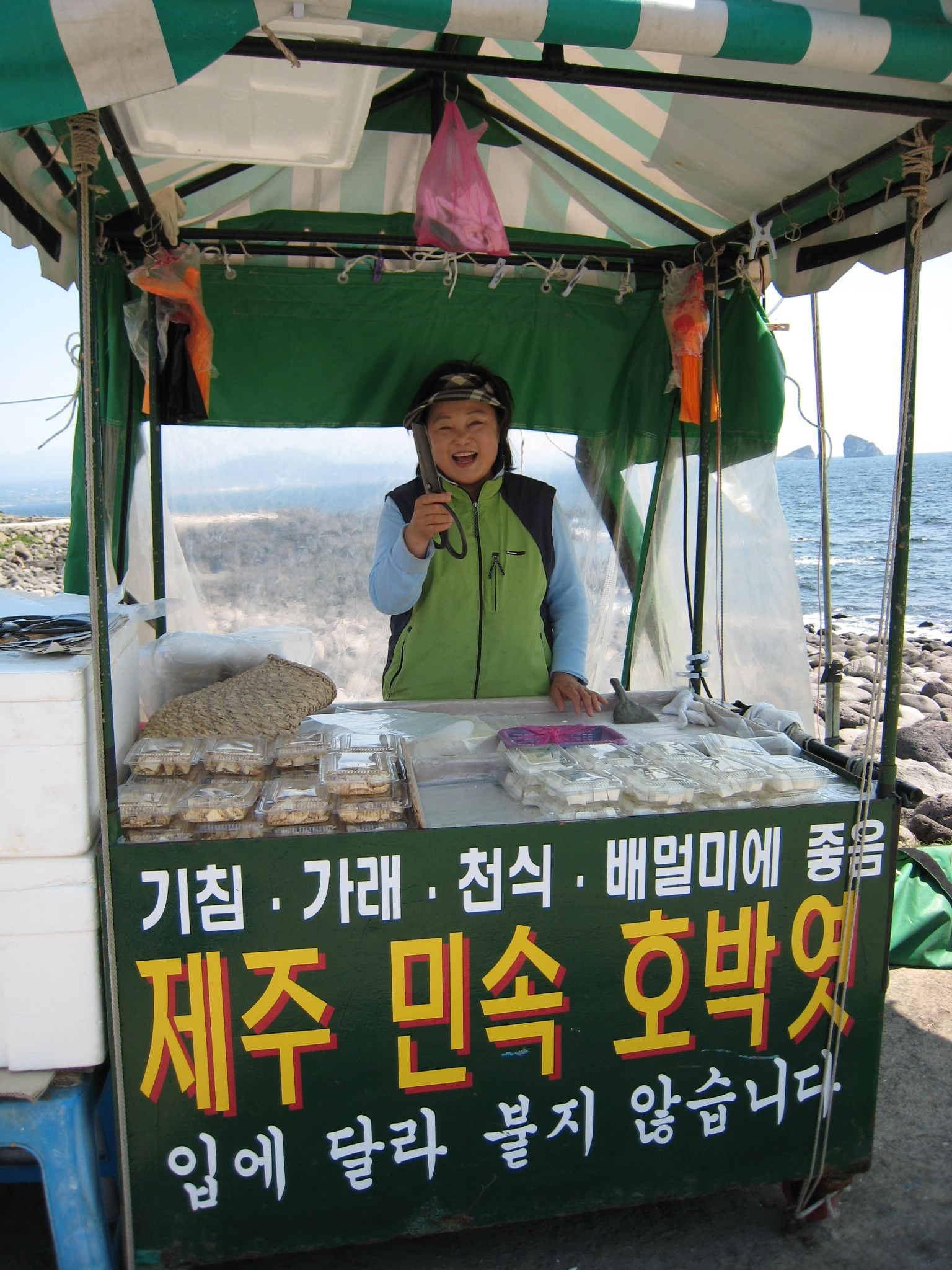
Yeotjangsu, vendedor urbano de yeot
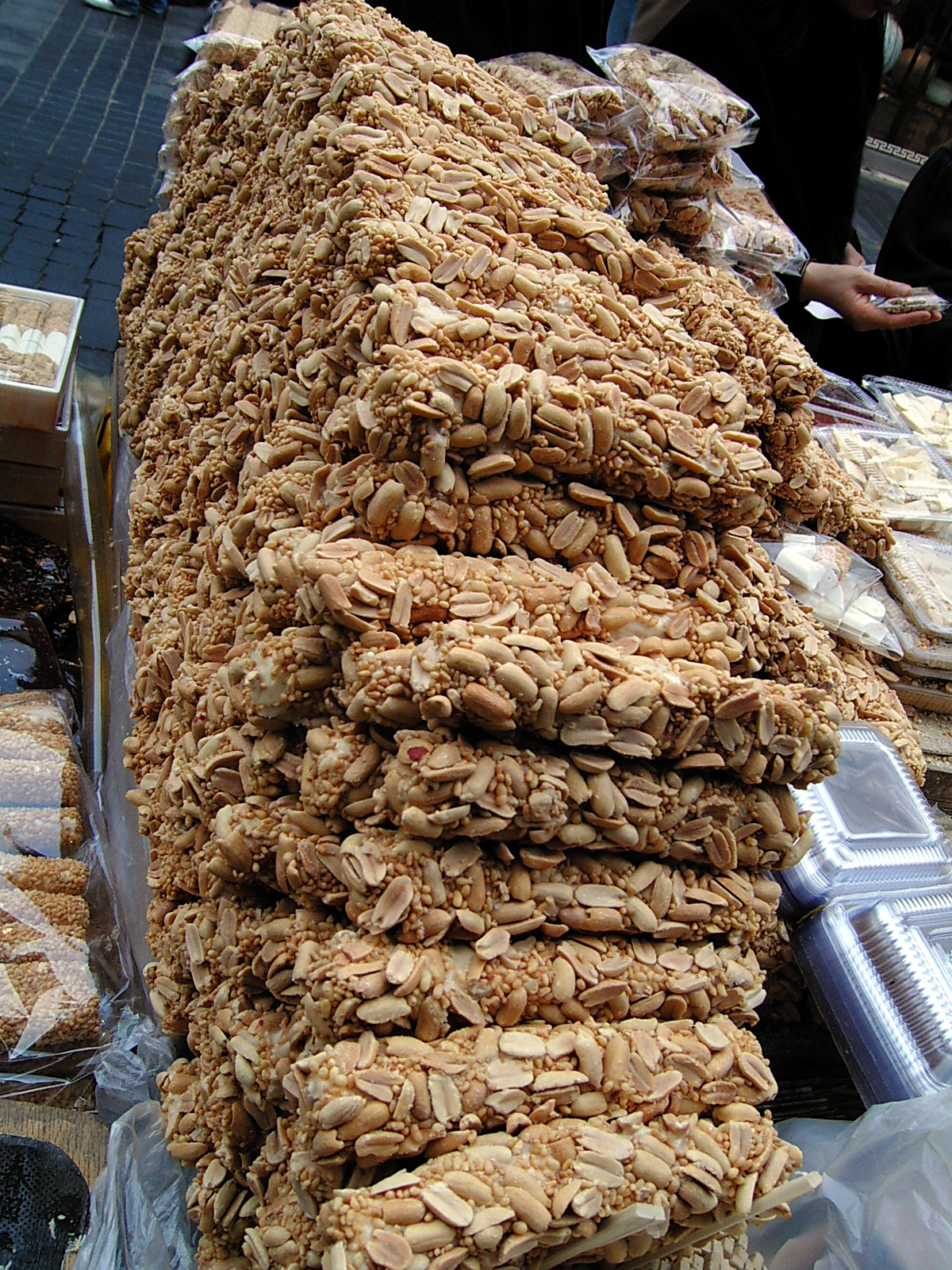
Ttangkongyeot, yeot coberto com amendoim